# Абросимовка (река)
Абросимовка (
сибирскотат. 
Угысу) — река в России, протекает по Тарскому району Омской области. Устье реки находится в 1433 км по правому берегу реки Иртыша. Длина реки — 10 км.

## Данные водного реестра
По данным государственного водного реестра России относится к Иртышскому бассейновому округу, водохозяйственный участок реки — Иртыш от впадения реки Омь до впадения реки Ишим, без реки Оша, речной подбассейн реки — бассейны притоков Иртыша до впадения Ишима. Речной бассейн реки — Иртыш.
Код объекта в государственном водном реестре — 14010100312115300006027.